# Parkston (Dakota del Sur)
Parkston es una ciudad situada en el condado de Hutchinson, Dakota del Sur, Estados Unidos. Tiene una población estimada, a mediados de 2023, de 1544 habitantes.

## Geografía
La localidad está ubicada en las coordenadas 43°23′35″N 97°59′11″O / 43.39306, -97.98639 (43.392946, -97.986424). Según la Oficina del Censo, tiene una superficie de 3.39 km², correspondientes en su totalidad a tierra firme.

## Demografía
Según el censo de 2020, en ese momento había 1567 personas residiendo en la localidad. La densidad de población era de 462.24 hab./km². El 94.51% de los habitantes eran blancos, el 0.13% eran afroamericanos, el 1.98% eran amerindios, el 0.13% eran asiáticos, el 0.38% eran de otras razas y el 2.87% eran de una mezcla de razas. Del total de la población, el 1.21% eran hispanos o latinos de cualquier raza.